# Eleição municipal de Camaçari em 2016
A eleição municipal de Camaçari em 2016 foi realizada para eleger um prefeito, um vice-prefeito e 21 vereadores no município de Camaçari, no estado brasileiro da Bahia. Foram eleitos Antonio Elinaldo Araújo da Silva e José Eudoro Reis Tude para os cargos de prefeito(a) e vice-prefeito(a), respectivamente.
Seguindo a Constituição, os candidatos são eleitos para um mandato de quatro anos a se iniciar em 1º de janeiro de 2017. A decisão para os cargos da administração municipal, segundo o Tribunal Superior Eleitoral, contou com 158 120 eleitores aptos e 23 072 abstenções, de forma que 14.59% do eleitorado não compareceu às urnas naquele turno.

## Antecedentes
Na eleição municipal de 2012, Ademar Delgado, do Partido dos Trabalhadores (PT), derrotou o candidato Maurício de Tude, do Partido Trabalhista Nacional (PTN).  A eleição foi disputada, uma vez que Ademar obteve 49,42% dos votos e Maurício 43,15%. Ademar foi secretário do Planejamento, Urbanismo e Meio Ambiente e secretário de Relações Institucionais durante a gestão de 2008 a 2012, de Luiz Carlos Caetano.

## Campanha
Para vencer as eleições municipais de 2016, Antonio Elinaldo Araújo da Silva, do Partido Democratas (DEM), prometeu reorganizar a gestão da cidade e investir mais em saúde. A cidade de Camaçari, na região metropolitana de Salvador, terá Elinaldo como prefeito nos próximos quatro anos, o político venceu o ex-prefeito Luiz Caetano do PT com mais de 60% dos votos.
Já para o cargo de vereador, três vencedores foram: Bispo Jair do PRB, Oziel do PSDB e Falcão do DEM. O Eleições 2016 apontou todos os candidatos ao cargo.

## Resultados

### Eleição municipal de Camaçari em 2016 para Prefeito
A eleição para prefeito contou com 4 candidatos em 2016: Antonio Elinaldo Araujo da Silva do Democratas (Brasil), Luiz Caetano do Partido dos Trabalhadores, Jailce Sobral de Andrade do Partido Comunista do Brasil, Nilton César dos Santos do Partido Socialismo e Liberdade que obtiveram, respectivamente, 73 994, 44 378, 2 725, 514 votos. O Tribunal Superior Eleitoral também contabilizou 14.59% de abstenções nesse turno.
| Candidato(a)                           | Vice                                   | Coligação                                      | Votos recebidos | Percentual |
| -------------------------------------- | -------------------------------------- | ---------------------------------------------- | --------------- | ---------- |
| Antonio Elinaldo Araujo da Silva (DEM) | Jose Eudoro Reis Tude                  | A Vez do Povo                                  | 73994           | 60.84%     |
| Luiz Caetano (PT)                      | Manuelina Oliveira Ferreira            | Camaçari do Povo                               | 44378           | 36.49%     |
| Jailce Sobral de Andrade (PCdoB)       | Maria Zulmira Guimarães Gomes de Souza | Camaçari Quer Renovação                        | 2725            | 2.24%      |
| Nilton César dos Santos (PSOL)         | Alan Costa Cerqueira                   | Partido Socialismo e Liberdade (sem coligação) | 514             | 0.42%      |

### Eleição municipal de Camaçari em 2016 para Vereador
Na decisão para o cargo de vereador na eleição municipal de 2016, foram eleitos 21 vereadores com um total de 125 870 votos válidos. O Tribunal Superior Eleitoral contabilizou 3 665 votos em branco e 5 513 votos nulos. De um total de 158 120 eleitores aptos, 23 072 (14.59%) não compareceram às urnas.
| Nome                            | Partido político                               | Coligação                                               | Votos recebidos | Percentual |
| ------------------------------- | ---------------------------------------------- | ------------------------------------------------------- | --------------- | ---------- |
| Jair Costa                      | Partido Republicano Brasileiro (PRB)           | Desenvolver Camaçari                                    | 2366            | 1.88%      |
| Oziel dos Santos Araujo         | Partido da Social Democracia Brasileira (PSDB) | Partido da Social Democracia Brasileira (sem coligação) | 2222            | 1.77%      |
| Antonio Alves Falcão            | Democratas (DEM)                               | Democratas (sem coligação)                              | 2196            | 1.74%      |
| Ednaldo Gomes Junior Borges     | Democratas (DEM)                               | Democratas (sem coligação)                              | 2168            | 1.72%      |
| Jackson dos Santos Josue        | Partido dos Trabalhadores (PT)                 | Camaçari da Gente                                       | 2167            | 1.72%      |
| Jose Antonio Almeida de Jesus   | Partido Comunista do Brasil (PCdoB)            | Camaçari Somos Nós                                      | 2112            | 1.68%      |
| Jose Paulo Bezerra              | Partido Trabalhista Brasileiro (PTB)           | Frente Camaçari Paz e Trabalho                          | 2111            | 1.68%      |
| Teobaldo Ribeiro da Silva Neto  | Partido dos Trabalhadores (PT)                 | Camaçari da Gente                                       | 2031            | 1.61%      |
| Jose Marcelino de Jesus Filho   | Partido dos Trabalhadores (PT)                 | Camaçari da Gente                                       | 2025            | 1.61%      |
| Neilton Jose da Silva           | Partido Socialista Brasileiro (PSB)            | Camaçari Somos Nós                                      | 1930            | 1.53%      |
| Evanildo Lima da Silva          | Democratas (DEM)                               | Democratas (sem coligação)                              | 1920            | 1.53%      |
| Manoel Jorge de Almeida Curvelo | Democratas (DEM)                               | Democratas (sem coligação)                              | 1899            | 1.51%      |
| Flavio Marcus de Azevedo Reis   | Democratas (DEM)                               | Democratas (sem coligação)                              | 1794            | 1.43%      |
| Dilson Magalhães Alves Júnior   | Patriota (PATRI)                               | Camaçari Somos Nós                                      | 1756            | 1.4%       |
| Elias Natan Moraes Dias         | Partido da República (PR)                      | Pra Frente Camaçari                                     | 1679            | 1.33%      |
| Edevaldo Ferreira da Silva      | Democratas (DEM)                               | Democratas (sem coligação)                              | 1605            | 1.28%      |
| Gilvan Silva Souza              | Partido da República (PR)                      | Pra Frente Camaçari                                     | 1571            | 1.25%      |
| Dilson Vasconcelos Soares       | Partido dos Trabalhadores (PT)                 | Camaçari da Gente                                       | 1516            | 1.2%       |
| Sebastião Figueiredo Abreu      | Partido da Social Democracia Brasileira (PSDB) | Partido da Social Democracia Brasileira (sem coligação) | 1290            | 1.02%      |
| Valter de Jesus Araújo          | Partido Popular Socialista (PPS)               | Partido Popular Socialista (sem coligação)              | 1148            | 0.91%      |
| Adalto dos Santos               | Partido Social Democrático (PSD)               | Desenvolver Camaçari                                    | 817             | 0.65%      |

## Análise
Com 60% dos votos, Elinaldo teve uma vitória com folga em relação a seu principal concorrente: Caetano, do PT, que obteve pouco mais de 36% dos votos totais. A crise nacional do PT influenciou diretamente o resultado das eleições de Camaçari, cidade que foi governada por Ademar, do PT, de 2012 a 2016. Dia 13 de dezembro foram empossados os candidatos a prefeito e vice-prefeito, Elinaldo Araújo (DEM) e José Tude (PMDB) e todos os vereadores eleitos. Essa cerimônia de diplomação formaliza o resultado das eleições municipais e permite a posse dia 1º de janeiro.